# Eremobates inkopaensis
Eremobates inkopaensis är en spindeldjursart som beskrevs av Brookhart och Cushing 2005. Eremobates inkopaensis ingår i släktet Eremobates och familjen Eremobatidae. Inga underarter finns listade i Catalogue of Life.